# Ka-126
Ka-126 (ros. Ка-126) – radziecki dwumiejscowy lekki śmigłowiec zaprojektowany w biurze konstrukcyjnym Nikołaja Kamowa. Zmodernizowana, jednosilnikowa wersja śmigłowca Ka-26 produkowana w wytwórni Industria Aeronautica Română w Rumunii.